# NU'EST
NU'EST (hangul: 뉴이스트; acrônimo de New Established Style and Tempo; anteriormente conhecido como Pledis Boys) foi um grupo masculino sul-coreano da segunda geração do K-pop, formado pela Pledis Entertainment, uma subsidiária da HYBE Corporation, em 2012. Ele era composto por cinco integrantes: JR, Aron, Minhyun, Baekho e Ren.

## História

### Pré-estréia
Antes da estréia, o NU'EST fez inúmeras aparições nos lançamentos de música de seus companheiros de gravadora. Alguns membros do NU'EST eram dançarinos de fundo de Wonder Boy do After School Blue e apareceram no lançamento de nata Love Letter, além de lançar seu próprio vídeo musical para a música.
JR também apareceu no vídeo de Bangkok City de Orange Caramel e também apareceu na música solo da Uee, Sok Sok Sok. Baekho apareceu no video de música Play Ur Love de After School e Minhyun estrelou o video musical de Orange Caramel Shanghai Romance.
JR, Minhyun, Aron e Ren foram apresentados, juntamente com a Lizzy de After School, em um comercial para o New Balance.

### 2012-2014:Face,Action,Hello,Sleep Talking,ReBIRTHe estréia japonesa

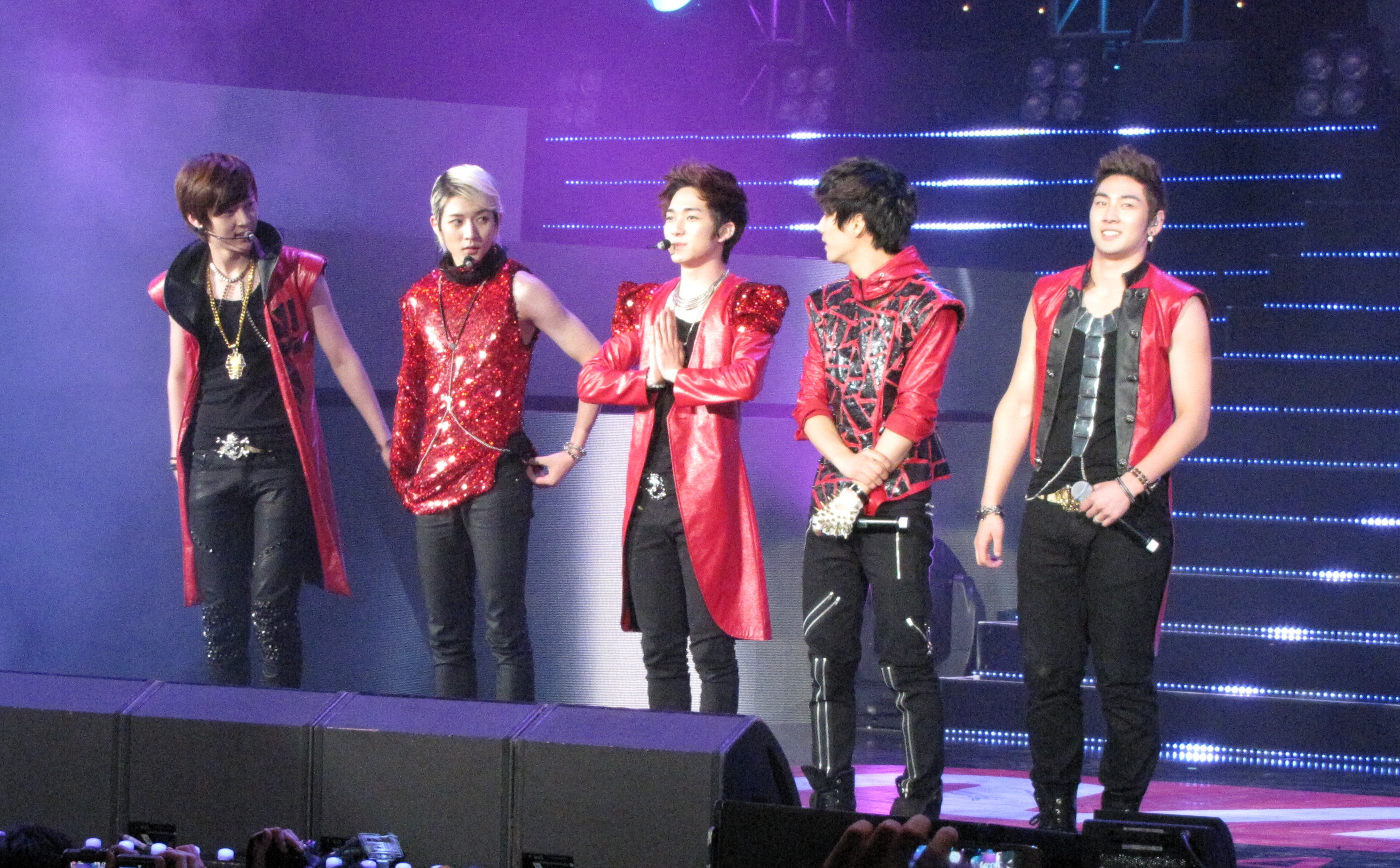
NU'EST no KCON em 2012.

NU'EST fez sua estréia com seu primeiro single em 15 de março, com sua performance de estréia no M! Countdown no mesmo dia. NU'EST começou a exibir seu primeiro reality show, Making of a Star: NU'EST Landing Operation, durante o período promocional.
NU'EST voltou com o seu primeiro mini-álbum, Action, em 11 de julho e tornou-se embaixador da Associação de escoteiros da Coreia do Sul. Durante o período promocional e no resto do ano, o NU'EST começou a se expandir para o mercado global, tendo eventos no Japão, Austrália, outras partes da Ásia e dos Estados Unidos, incluindo o KCON.
Baekho e Ren começaram a fazer aparições com Uee no drama Jeon Woo-chi durante janeiro. NU'EST voltou com o segundo mini álbum, Hello, no dia 13 de fevereiro. Em 8 de abril, Aron tornou-se um DJ para um programa de rádio da Arirang.
NU'EST voltou no dia 22 de agosto com seu terceiro mini-álbum Sleep Talking. NU'EST começou a entrar no mercado chinês em novembro com a adição de um novo membro Jason, exclusivamente para promoções chinesas, assumindo o nome NU'EST-M para o projeto. NU'EST-M gravou versões chinesas de Face e Sleep Talk e promoveu-as em toda a China. Durante dezembro, Minhyun começou a atuar no sitcom Reckless Family 3.
Para celebrar o 400º episódio do Music Core, Ren performou Something do Girl's Day, junto com o Minhyuk do BtoB, Seungjin da A-JAX e Hongbin do VIXX.
NU'EST retornou no dia 9 de julho com o seu primeiro álbum completo Re:BIRTH tendo Good Bye Bye como faixa-título. NU'EST estreou no Japão com seu single Shalala Ring em 5 de novembro.

### 2015-2016: Promoções japonesas,Q IseCanvas

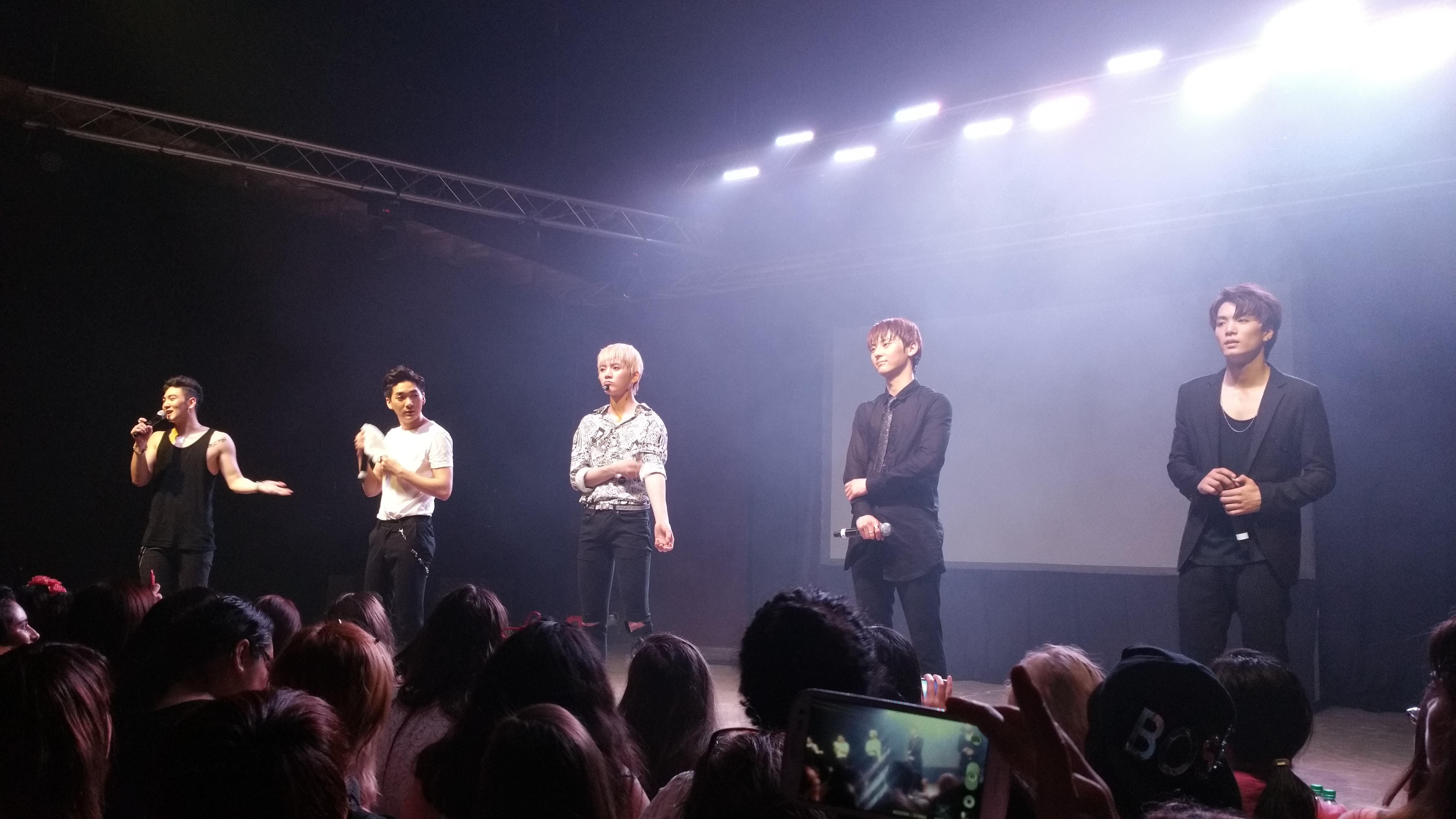
NU'EST em Dallas, em 3 de maio de 2015

NU'EST lançou um single digital I'm Bad, em 27 de fevereiro de 2015, com lançamento físico de edição limitada em 15 de março de 2015 para celebrar seu terceiro aniversário. Baekho não apareceu na faixa-título devido a ele ainda se recuperando de sua cirurgia de pólipos de cordas vocais, mas apareceu na trilha B-side. Em 2 de abril, Minhyun colabora com o artista indie coreano Fromm no single The Aftermath. Em 19 de abril de 2015, Aron terminou sua posição como DJ programa de rádio da Arirang. NU'EST lançou o segundo single japonês Na.Na.Na em 20 de maio.
Em 14 de agosto de 2015, Aron assumiu o cargo de DJ na SBS PopAsia com seu próprio show. NU'EST lançou seu primeiro álbum japonês Bridge the World, em 18 de novembro de 2015, depois das faixas pré-lançadas Bridge the World, Cherry, Access To You e Eternal Rain.
NU'EST voltou em 17 de fevereiro de 2016, com seu quarto mini-álbum Q Is e a faixa-título Overcome. Eles começaram as promoções para o álbum no dia seguinte.
Eles lançaram seu quinto mini-álbum Canvas e a faixa-título Love Paint (Every Afternoon) em 29 de agosto de 2016. Após quatro anos de promoção, o grupo finalmente recebeu sua primeira indicação ao show de música The Show. A partir de 20 de setembro, foram nomeados para o 1º lugar três vezes seguidos. Em 6 de Outubro de 2016, o clipe para a faixa Daybreak do novo álbum do grupo Canvas foi lançado. A música é de uma sub-unidade composta por JR e Minhyun. Eles também lançaram um vídeo coreográfico para Look e disseram ter filmado um video de música para R.L.T.L.

### 2017- 2018: Produce 101 Season 2 e NU'EST W
Em 24 de fevereiro de 2017, a Pledis Entertainment anunciou oficialmente que o NU'EST (exceto Aron) iria interromper todas as promoções para participar da versão masculina do Produce 101.
Os antigos álbuns do NU'EST subiram nos sites de venda de álbuns, incluindo Hanteo Chart, Aladdin e Yes24, por conta de seu excelente desempenho no Produce 101.
Em 16 de Junho, Minhyun ficou em nono lugar no final do show e ganhou o direito de debutar no boy group Wanna One que ficou ativo até dezembro de 2018. Por causa das normas do contrato que é dado aos ganhadores do Produce 101 Season 2, Minhyun vai ficar inativo dentro do NU'EST até Wanna One chegar ao fim.
Os quatro membros restantes tiveram um retorno na segunda metade do ano como um subgrupo chamado NU'EST W, com o lançamento do single If You” no dia 25 de julho. O W supostamente representa a palavra wait, para sinalizar a espera do retorno de Minhyun para promover com o grupo como NU'EST.
Após a conclusão da 2ª temporada do Produce 101, JR e Ren também se tornaram modelos para a empresa de cosméticos Labiotte. Posteriormente, Baekho e Aron também se juntaram a seus colegas de grupo na promoção da marca. Ren juntou-se ao programa de variedades da JTBC Learning the Hard Way, do qual ele é um membro fixo. Aron participou do single "Loop" de Raina.
Embora o contrato Wanna One de Minhyun tenha terminado oficialmente em 31 de dezembro de 2018, ele não retornou oficialmente ao NU'EST até um mês depois. Isso foi devido a Pledis e Swing Entertainment chegarem a um acordo que permitiu Minhyun participar de shows de fim de ano programados e cerimônias de premiação ao longo de janeiro de 2019 como um membro de Wanna One.   A atividade final Wanna One de Minhyun antes de retornar ao NU'EST foi um concerto final (intitulado Therefore) que foi realizado durante quatro dias, terminando em 27 de janeiro de 2019. 

### 2019:Happily Ever AftereThe Table
Após a reunião, o NU'EST anunciou a renovação do contrato com a Pledis Entertainment.   Em 15 de março, eles lançaram um single digital especial "A Song For You" para comemorar o sétimo aniversário de sua estreia.
Em 3 de abril, Minhyun lançou um single solo digital "Universe" como o single de pré-lançamento do próximo álbum NU'EST.
 O single é acompanhado pelo videoclipe filmado em Budapeste e Milão.
 O grupo realizou seu primeiro concerto solo em seis anos, intitulado "Segno", de 12 a 14 de abril, para uma audiência de 36.000.  Seu sexto EP Happily Ever After foi lançado em 29 de abril com o single principal "Bet Bet". 
 É seu primeiro lançamento em três anos e o último na série de três partes da narrativa "Knights looking for the Queen", que começou com seu quarto EP em 2016.    O EP garantiu coroas triplas no Gaon Chart para a semana de 28 de abril - 4 de maio, liderando a parada de álbuns, parada de download digital e parada de BGM após seu lançamento.  Em maio de 2019, o NU'EST lançou uma gravação de áudio oficial da música "Blessing", que havia sido gravada como candidata para sua música de estreia em 2012.
Em 21 de outubro, o grupo lançou seu sétimo EP The Table com o single principal "Love Me".    O single venceu em todos os cinco programas de transmissão de música principais, que também marcaram a primeira vitória do grupo desde a estreia no Show! Music Core e Inkigayo. 

### 2020:The NocturneeDrive
Sete meses após seu último retorno, o grupo lançou seu oitavo EP The Nocturne com a faixa-título "I'm in Trouble" em 11 de maio.    O álbum liderou as paradas de vendas de álbum, álbum de varejo, download e BGM no gráfico semanal de Gaon.   "I'm in Trouble" também estreou em 6º no Gaon's Digital Chart, tornando-se a primeira faixa-título do grupo completo desde a estreia a entrar no Top 10, excluindo seus singles como NU'EST W. 
Em 7 de outubro, o NU'EST lançou seu segundo álbum em japonês, "Drive". "Drive" é o primeiro álbum japonês do grupo lançado em 5 anos após "Bridge the World". 

### 2021:Romanticize
Em 19 de abril, o grupo lançou seu segundo álbum completo Romanticize com a faixa-título "Inside Out".    O álbum liderou a parada de vendas de álbuns semanais de Hanteo e ganhou duas coroas no Gaon Chart. A faixa-título também obteve vitórias em "M Countdown", "Music Bank", "Show! Music Core" e "Inkigayo", dando ao grupo seu segundo grand slam de show musical desde seu single "Love Me" em 2019 . 

### 2022: Fim Do Grupo:
Foi noticiado no dia 28 de fevereiro que Aron, JR e Ren não renovariam seus contratos com a empresa, dando assim o fim do grupo oficial no dia 15 de março, no aniversário de 10 anos do grupo.

## Integrantes
- Aron (em coreano:  아론), nascido Kwak Aaron (em coreano:  곽아론) em 21 de maio de 1993 (31 anos) em Los Angeles, Califórnia, Estados Unidos. Também atende pelo nome coreano Kwak Youngmin (em coreano:  곽영민).
- JR (em coreano:  제이알), nascido Kim Jonghyun (em coreano:  김종현) em 8 de junho de 1995 (29 anos) em Gangwon-do, Coreia do Sul.
- Baekho (em coreano:  백호), nascido Kang Dongho (em coreano:  강동호) em 21 de julho de 1995 (29 anos) em Jeju, Coreia do Sul.
- Minhyun (em coreano:  민현), nascido Hwang Minhyun (em coreano:  황민현) em 9 de agosto de 1995 (29 anos) em Busan, Coreia do Sul.
- Ren (em coreano:  렌), nascido Choi Minki (em coreano:  최민기) em 3 de novembro de 1995 (29 anos) em Busan, Coreia do Sul.

## Discografia
- Re:BIRTH (2014)
- Bridge the World (2015)
- Drive (2020)
- Romanticize (2021)

## Filmografia

### Reality shows
| Ano  | Emissora    | Título                              | Notas           |
| ---- | ----------- | ----------------------------------- | --------------- |
| 2012 | MBC Every 1 | Making of A Star: Landing Operation |                 |
| 2013 | SBS MTV     | MTV Diary                           | Com Hello Venus |
| 2013 | Mnet        | NU'EST in Love                      |                 |
| 2014 | MBC Every1  | Latin Dream Show                    |                 |
| 2016 | imbc        | NU'EST Private life                 |                 |
| 2019 | Mnet        | NU'EST Road                         |                 |

## Prêmios e indicações

### Golden Disc Awards
| Ano  | Prêmios             | Trabalho nomeado | Resultado | Ref |
| ---- | ------------------- | ---------------- | --------- | --- |
| 2013 | Best Single         | "Face"           | Indicado  |     |
| 2013 | Most Popular Artist | NU'EST           | Indicado  |     |
| 2013 | New Rising Star     | NU'EST           | Indicado  |     |

### Seoul Music Awards
| Ano  | Prêmios           | Trabalho nomeado | Resultado | Ref    |
| ---- | ----------------- | ---------------- | --------- | ------ |
| 2013 | Best Rookie Award | NU'EST           | Indicado  | [ 58 ] |
| 2013 | Popularity Award  | NU'EST           | Indicado  | [ 58 ] |

### Outros prêmios
| Ano  | Prêmios                       | Trabalho nomeado     | Resultado | Ref    |
| ---- | ----------------------------- | -------------------- | --------- | ------ |
| 2012 | Arirang's Simply K-Pop Awards | Super Rookie Idol    | NU'EST    | Venceu |
| 2015 | Migu Music Awards             | Best Potential Group | NU'EST    | Venceu |